# 滝本利一郎
滝本 利一郎（たきもと りいちろう、1910年1月6日 - 1996年10月31日）は、日本の昭和時代後期に活動した作曲家。元大分放送編成部長。

## 来歴
1910年（明治43年）、大分県速見郡別府町（現在の別府市）に生まれる。京都高等工芸学校を卒業後、技師として朝鮮総督府に採用された。
戦後の引き揚げで大分に帰郷し、1950年（昭和25年）に大分県工業試験場技師となるが、この年に開催された第3回大分県民体育大会を記念して制定された「大分県民体育の歌」で作曲を手掛けている。1953年（昭和28年）、ラジオ大分（現在の大分放送）開局に伴い製作課長に就任。その後、東京支社勤務を経て本局編成部長に至り、大分県内を中心に校歌や社歌その他の団体歌、新民謡を数多く作曲した。
1996年（平成8年）10月31日死去。享年87（満86歳没）。

## 作品
- 大分県民体育の歌（作詞：當所壽人）[3]
- 大分銀行行歌（作詞：山田昌治）[4]
- 大分県婦人団体連絡協議会歌「ひかり仰いで」（作詞：毛利忠義）[5]
- 直入町青年団歌（作詞：加地静日）[6]

### 音頭・新民謡
- 山香音頭（作詞：須賀博美）[7]
- 緒方音頭（作詞：岡本淳三）[8]
- 高田ヤンソ[2]
- 日出民謡（作詞：加地静日）[9]

### 校歌
- 竹田市立久住中学校校歌（作詞：松本義一）[10]
- 臼杵市立福良ヶ丘小学校校歌（作詞：金田眸花）[11]
- 旧国東市立武蔵東小学校校歌（作詞：園田仁）[12]